# 龚清浩
龚清浩（1909年11月—2001年），男，江苏崇明（今属上海）人，中国会计学家，上海财经大学教授，曾任中国会计学会副会长。